# Glenoleon cahillensis
Glenoleon cahillensis är en insektsart som beskrevs av Tim R. New 1985. Glenoleon cahillensis ingår i släktet Glenoleon och familjen myrlejonsländor. Inga underarter finns listade i Catalogue of Life.